# Botanophila impersonata
Botanophila impersonata är en tvåvingeart som först beskrevs av Huckett 1929.  Botanophila impersonata ingår i släktet Botanophila och familjen blomsterflugor. Inga underarter finns listade i Catalogue of Life.